# تايلر كولفين
تايلر كولفين (بالإنجليزية: Tyler Colvin)‏ هو لاعب كرة قاعدة أمريكي، ولد في 5 سبتمبر عام 1985، في أوغستا في الولايات المتحدة.

## وصلات خارجية
- تايلر كولفين على موقع دوري كرة القاعدة الرئيسي (الإنجليزية)
- تايلر كولفين على موقعبيزبول رفرنس.كوم (الدوري الرئيسي) (الإنجليزية)
- تايلر كولفين على موقعبيزبول رفرنس.كوم (الدوري الثانوي) (الإنجليزية)
- تايلر كولفين على موقع إي إس بي إن.كوم (أم.أل.بي) (الإنجليزية)
- تايلر كولفين على موقع مشجعي الرسوم البيانية (الإنجليزية)